# Läuterkofen

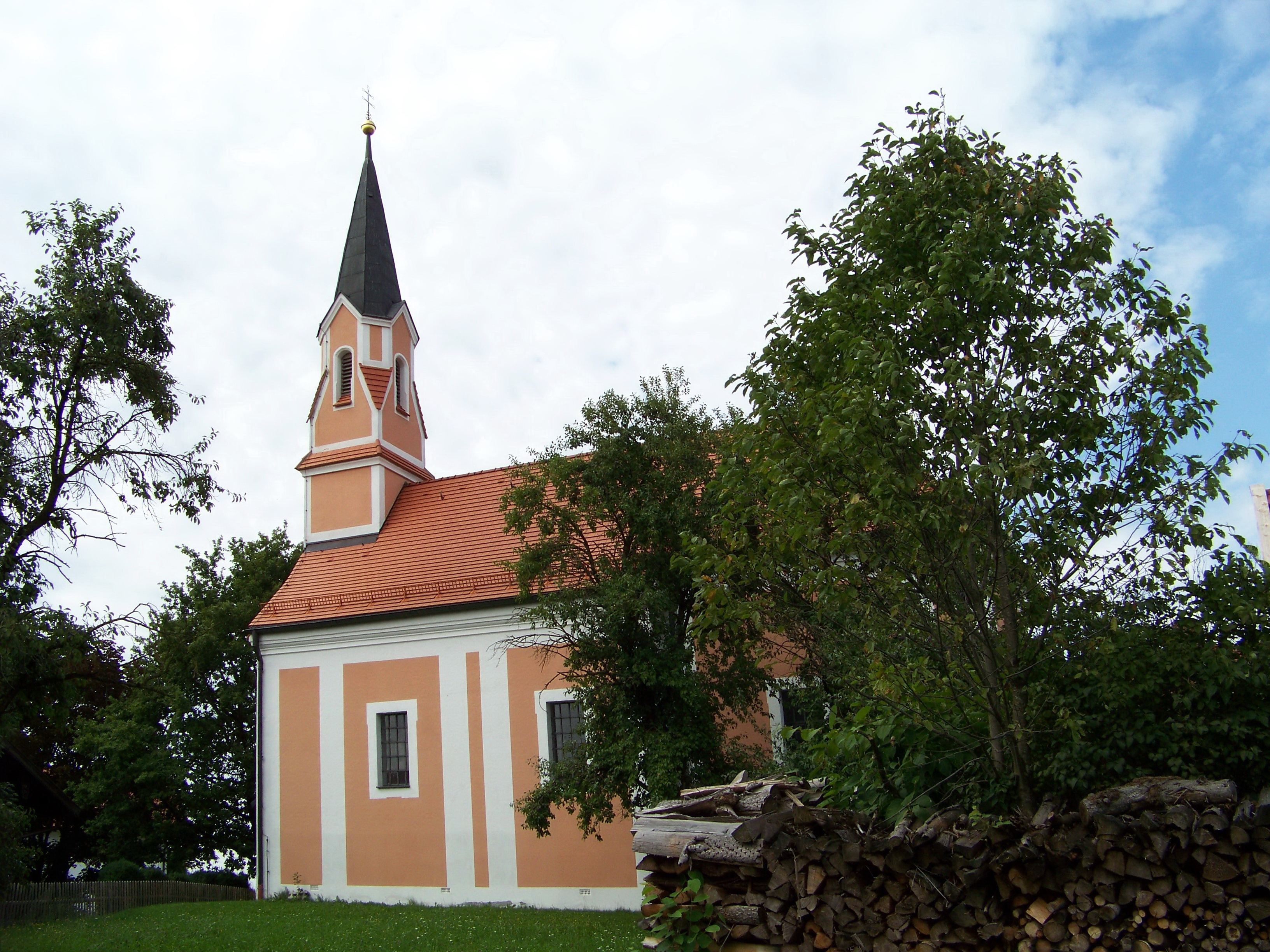
Filialkirche St. Stephan

Läuterkofen ist ein Gemeindeteil der Gemeinde Adlkofen im niederbayerischen Landkreis Landshut.

## Lage
Das Dorf Läuterkofen liegt etwa einen Kilometer südlich von Adlkofen im Isar-Inn-Hügelland.

## Geschichte
Philipp Apian, Professor für Mathematik an der Universität Ingolstadt, zeichnete für Herzog Albrecht V. im Jahre 1560 seine berühmten „bairischen Landtafeln“. Läuterkofen war darin als Ort mit Kirche vermerkt. Im Zuge der Aufklärung in Bayern tauchte 1785 der Gedanke auf, St. Stephan Läuterkofen aufzugeben und abzubrechen. Dieses Vorhaben wurde nicht umgesetzt.

## Wirtschaft
Die Bodenrichtwerte 2011/2012 in Läuterkofen sind wie folgt:
- baureifes Land / unbeplanter Innenbereich: € 65,--
- Ackerland: € 6,--

### Wasserversorgung
Die Wasserversorgung wird durch den Zweckverband Wasserversorgung Isar-Vils erbracht. Als Ringschluss entsteht zwischen Läuterkofen und Adlkofen eine zweite Zuleitung.

## Baudenkmäler
Aus der ersten Hälfte des 19. Jahrhunderts stammt ein zweigeschossiges Wohnstallhaus eines Dreiseithofs mit Satteldachbau. Das rückwärtige Blockbau-Obergeschoss (Traidboden) dürfte um 1900 aufgestockt worden sein.
Katholische Kirche St. Stephan
Bei der Nebenkirche der Pfarrei Adlkofen handelt es sich um eine Saalkirche. Die ursprünglich gotische Anlage wurde im 18. Jahrhundert barockisiert. Ein kurzer Turm mit Spitzhelm befindet sich über dem Westgiebel. Die beiden Glocken stammen aus dem 15. Jahrhundert.
Am 7. Juni 1722 wurde sie Opfer eines Unwetters. Pfarrer Ulrich Deibl von Adlkofen ließ sie im Barockstil wiederherstellen. Nachdem durch Setzungen Teile der Decke herabgefallen waren, musste sie renoviert werden und wurde am 9. Oktober 2005 wiedereröffnet.

## Sport
Es gibt einen Reitstall am Ort.